# 新神秘主義
新神秘主義（しんしんぴしゅぎ、英語: New mysterianism）は、心の哲学における意識の問題に関する立場のひとつ。意識のハードプロブレム、つまり物質としての脳からどうして心的世界が生まれるのかという問題、は、私達人間の持つ認知能力では理解・解決できない問題である、とする立場のこと。簡単に言えば「私たち人間に意識の謎は解けない、心身問題は解決不可能」と考える立場のこと。代表的な論者にコリン・マッギンがいる。

## 名称
コリン・マッギンに代表される一連の立場が新神秘主義（英: New Mysterianism）と呼ばれるようになったのは1991年 Owen Flanagan の著作に始まる。新神秘主義の立場を取る人物は、新神秘主義者、またはカタカナ読みでニューミステリアン、ミステリアンなどと言われる。ここで使われている「新」という言葉は、今までの歴史上で意識の問題は解決できないだろうと考えてきた人達（いわば旧神秘主義者）と、現代の論客を区別する意味合いで付けられている。マッギン自身は1993年の著作で、自分の立場を超越論的自然主義（英: Transcendental naturalism）と名づけている。

## 主張
この立場は、心身問題、特に意識のハードプロブレムに関して、解決できない、と主張する。こうした立場から書かれた論文の中で最も有名なものは、マッギンの1989年の論文 "Can we solve the mind-body problem?"（心身問題は解決できるのか？）である。

## 批判
マッギンのこうした悲観的な主張には、時期尚早だとする批判がある。つまり、意識についての科学的研究はまだ始まったばかりで、科学として出来ることはまだまだ沢山ある。そうしたスタートラインに近い状況の中で早々に悲観論を唱えるのは時期尚早である、と。

## 発展
マッギン自身は「意識の問題」を「人類に解決不可能」と主張しているが、しかしこの問題を「永遠に解決不可能」と主張しているわけではない。たとえば人間と大きく異なる認知構造を持つ地球外知的生命体がいたとして、そうした生命体にとっては、人間が現在 頭を悩ませている意識の問題などは、あまりに簡単で自明なことであり何ら問題となりえないような事かもしれない、とする。しかし逆に、私たち人間にとってあまりに簡単で自明なことが、こうした地球外知的生命体にとっては、まったく不可解で理解困難な事かもしれない、とする。
また1993年の著作 "Problems in philosophy" の中でマッギンは、人間が人間自身の認知構造を操作する（つまりポスト・ヒューマンへ進化する）ならば、こうした問題が解決可能になる可能性があるという含みをもたせている。

## 関連事項
- 認知的閉鎖
- 自然主義的二元論
- 不可知論
- クオリア